# Elecciones legislativas de Argentina de 1872
Las elecciones legislativas de Argentina de 1872 se realizaron el 1 de enero del mencionado año para renovar la mitad de la Cámara de Diputados, cámara baja del Congreso de la Nación Argentina. Entre Ríos tuvo elecciones desfasadas el 9 de junio.  Corrientes realizó las elecciones en 1873.

## Bancas a elegir
| Provincia           | Bancas | A elegir |
| ------------------- | ------ | -------- |
| Buenos Aires        | 12     | 6        |
| Catamarca           | 3      | 3        |
| Córdoba             | 6      | 4        |
| Corrientes          | 4      | —        |
| Entre Ríos          | 2      | 2        |
| Jujuy               | 2      | 1        |
| La Rioja            | 2      | 1        |
| Mendoza             | 3      | 1        |
| Salta               | 3      | 3        |
| San Juan            | 2      | 1        |
| San Luis            | 2      | 2        |
| Santa Fe            | 2      | —        |
| Santiago del Estero | 4      | 3        |
| Tucumán             | 3      | 1        |
| Total               | 50     | 28       |

## Resultados por provincia
| Provincia           | Candidato                  | Votos     |
| ------------------- | -------------------------- | --------- |
| Buenos Aires        | Juan Andrés Gelly y Obes   | Sin datos |
| Buenos Aires        | Mariano Acosta             | Sin datos |
| Buenos Aires        | José María Moreno          | Sin datos |
| Buenos Aires        | Francisco de Elizalde      | Sin datos |
| Buenos Aires        | José María Cantilo         | Sin datos |
| Buenos Aires        | Francisco Alcobendas       | Sin datos |
| Catamarca           | Adolfo Cano                | Sin datos |
| Catamarca           | Lisandro Olmos             | Sin datos |
| Catamarca           | Manuel Fortunato Rodríguez | Sin datos |
| Córdoba             | Nicolás Peñaloza           | 3.604     |
| Córdoba             | Santiago Cáceres           | 3.376     |
| Córdoba             | Clemente J. Villada        | 3.181     |
| Córdoba             | Rafael Soria               | 2.500     |
| Córdoba             | Tristán Achával            | 2.151     |
| Córdoba             | Manuel Roman               | 1.858     |
| Córdoba             | Filemón Posse              | 1.547     |
| Córdoba             | Cleto de la Peña           | 1.268     |
| Córdoba             | José Funes                 | 883       |
| Córdoba             | Eusebio Ocampo             | 856       |
| Córdoba             | Natal Crespo               | 709       |
| Córdoba             | Luis Warcalde              | 671       |
| Córdoba             | Justino W. Juárez          | 505       |
| Córdoba             | Félix M. Olmedo (h)        | 448       |
| Córdoba             | Tristán Bustos             | 313       |
| Córdoba             | A. Núñez                   | 272       |
| Córdoba             | Miguel Juárez              | 118       |
| Córdoba             | Alejo Carmen Garzón        | 110       |
| Córdoba             | Cayetano Lozano            | 81        |
| Córdoba             | Jerónimo Cortés            | 81        |
| Córdoba             | Agustín Santillán          | 25        |
| Córdoba             | Luis Vélez                 | 4         |
| Córdoba             | Antonio del Viso           | 4         |
| Córdoba             | Carlos Bouquet             | 3         |
| Córdoba             | David Ruiz                 | 1         |
| Córdoba             | Carlos Tagle               | 1         |
| Córdoba             | Pedro Argüello             | 1         |
| Córdoba             | Juan Antonio Garzón        | 1         |
| Córdoba             | Juan del Campillo          | 1         |
| Córdoba             | Enrique Rodríguez          | 1         |
| Córdoba             | Carlos Carreras            | 1         |
| Córdoba             | Manuel Luro                | 1         |
| Entre Ríos          | Francisco Soler Cirila     | Sin datos |
| Entre Ríos          | Secundino Zamora           | Sin datos |
| Jujuy               | Tiburcio Álvarez Prado     | Sin datos |
| La Rioja            | José Benjamín de la Vega   | Sin datos |
| Mendoza             | Ramón Videla               | Sin datos |
| Salta               | Francisco Uriburu          | Sin datos |
| Salta               | Rafael Ruiz de los Llanos  | Sin datos |
| Salta               | Ramón Zuviría              | Sin datos |
| San Juan            | Rafael Igarzábal           | 1.995     |
| San Juan            | Isidoro Albarracín         | 1.292     |
| San Luis            | Napoleón Sosa              | Sin datos |
| San Luis            | Víctor Lucero              | Sin datos |
| Santiago del Estero | Luis Carol                 | 2.829     |
| Santiago del Estero | José Andrés Orgaz          | 2.829     |
| Santiago del Estero | Amancio González Durand    | 2.813     |
| Santiago del Estero | Octavio Gondra             | 16        |
| Tucumán             | Delfín Gallo               | Sin datos |

1. 1 2  Declarado cesante por la Cámara de Diputados el 26 de septiembre de 1874, se realizan nuevas elecciones el 8 de agosto de 1875.
2. ↑  Renunció el 10 de mayo de 1872, lo reemplaza Vicente Fidel López en 1873.
3. ↑  Falleció el 16 de agosto de 1872, lo reemplaza Dardo Rocha en 1873.
4. ↑  Electo junto a Manuel Fortunato Rodríguez completar los mandatos de Fidel M. Castro y Gil Navarro (1870-1874).
5. ↑  Electo junto a Lisandro Olmos completar los mandatos de Fidel M. Castro y Gil Navarro (1870-1874).
6. ↑  Electo para completar un mandato vacante (1870-1874).
7. ↑  Electo para completar el mandato de Delfín Leguizamón (1870-1874).
8. ↑  Renunció el 26 de septiembre de 1874, no fue reemplazado.
9. ↑  Electo para completar el mandato de Octavio Gondra (1870-1874).

## Elecciones parciales
| Provincia | Fecha              | Electo             | Mandato   | Reemplaza a       |
| --------- | ------------------ | ------------------ | --------- | ----------------- |
| San Juan  | 7 de abril de 1872 | José Manuel Moreno | 1870-1874 | Santiago Cortínez |